# 愛媛県道159号孫兵衛作壬生川線
愛媛県道159号孫兵衛作壬生川線（えひめけんどう159ごう まごべいさくにゅうがわせん）は、愛媛県今治市から西条市までを通る一般県道である。

## 概要

### 路線データ
- 総延長：6.8 km
- 起点：今治市孫兵衛作
- 終点：西条市三津屋南（壬生川駅前交差点）

## 歴史
- 1964年（昭和39年）3月13日 - 愛媛県告示第202号により、本路線を整理番号193番として県道に認定される[1]。
- 1972年（昭和47年）3月16日 - 愛媛県が愛媛県道159号孫兵衛作壬生川線として認定。

## 地理

### 通過する自治体
- 今治市
- 西条市

### 交差する道路
- 国道196号
- 愛媛県道13号壬生川新居浜野田線
- 愛媛県道150号徳能伊予三芳停車場線
- 愛媛県道154号東予玉川線

#### 重複区間
- 愛媛県道150号徳能伊予三芳停車場線（西条市実報寺～西条市三芳）
- 愛媛県道154号東予玉川線（西条市三芳～西条市高田）

### 沿線
- JR予讃線 壬生川駅
- 今治小松自動車道
- 休暇村瀬戸内東予